# Soudeilles
Soudeilles is een gemeente in het Franse departement Corrèze (regio Nouvelle-Aquitaine) en telt 272 inwoners (1999). De plaats maakt deel uit van het arrondissement Ussel.

## Geografie
De oppervlakte van Soudeilles bedraagt 20,6 km², de bevolkingsdichtheid is 13,2 inwoners per km².
De onderstaande kaart toont de ligging van Soudeilles met de belangrijkste infrastructuur en aangrenzende gemeenten.

## Demografie
Onderstaande figuur toont het verloop van het inwonertal (bron: INSEE-tellingen).